# エビグモ科
エビグモ科（エビグモか）は、クモ目に含まれる分類群の一つ。カニグモ科に似て、やや縦長。

## 概要
エビグモ科 Philodromidae は、多くは平らな感じの徘徊性のクモの1群である。かつてはカニグモ科に含めたこともあり、全体の雰囲気はよく似ているが、独立した群と認められるようになった。
カニグモは体が扁平で、第一，第二脚がよく発達していて、それを左右に大きく広げて構える姿がカニを思わせるのがその名の由来である。エビグモの場合、それに近い形ではあるが、それほど第一，第二脚が発達せず、左右に幅広く構えることもないため、印象的にはやや縦長である。名前も同じ甲殻類でより縦長なもの、ということによるらしい。この科の日本産のものは、この他にシャコグモ、ヤドカリグモといずれも縦長の甲殻類の名をもらっている。英名はカニグモを crab spider と言うのに対して、エビグモは running crab spider と言う。
あまり大きなものはおらず、目立たない群である。

## 特徴
全体に扁平なクモで、全体にカニグモに似たクモである。カニグモは待ち伏せ的な捕食の一つの方向に徹底して適応したクモの形、と言う印象があるが、エビグモの場合、方向性は似ているものの諸事カニグモほど徹底しておらず、より普通のクモの形に近いということだろう。
頭胸部は長さと幅がほぼ同程度で、頭部は盛り上がらない。眼は八眼、前後二列だが、前列はやや後曲（側眼が中眼より後ろ）、後列は大きく後曲する。そのため、前列眼と後中眼が六角形に配置、後側眼はややそれから離れて後方にある、という形になりがち。眼はすべてほぼ同大、いずれもカニグモ類の側眼のようにはっきりした盛り上がりの上にある、ということがない。腹部も扁平で、横幅よりは縦が長いものが多い。
歩脚はいわゆる横行性で、前三脚が前を向き、第四脚は後ろに伸びるが、先端は多少外側。ただし、カニグモのように第一，第二脚が特に発達して第三，四肢がはるかに短い、と言うものではなく、どの脚もおおよそ同長程度。ただし第二脚が一番長い。足先の爪は二本。また、カニグモのように脚に棘状の毛が多いこともない。
ヤドカリグモ（Thanatus flavidus）はトコジラミの天敵とされている。

## 習性
徘徊性で、多くは樹上や草の上で獲物を待ち伏せる。動きは結構素早いものが多く、カニグモのようにゆっくりした動きとは違っている。

## 分類
世界に29属、約500種が知られるが、その半数はエビグモ属に含まれるものである。日本からは以下の3属のみが知られる。それ以外については、エビグモ科の属種の一覧を参照のこと。
- ヤドカリグモ属 Thanatus：ヤドカリグモなど5種
- シャコグモ属 Tubellus：シャコグモなど3種
- エビグモ属 Philodromus：アサヒエビグモ・シロエビグモ・キハダエビグモなど11種